# National Geographic Kids
National Geographic Kids – amerykański miesięcznik popularnonaukowy dla dzieci, wydawany przez National Geographic Society. 
Pierwszy numer czasopisma ukazał się w Stanach Zjednoczonych we wrześniu 1975; do 1991 roku nosiło ono nazwę „National Geographic World”. Jest pomyślany jako dziecięca wersja magazynu „National Geographic”. Obejmuje zagadnienia z zakresu przyrody, historii i kultury. Jest bogato ilustrowany, zawiera liczne artykuły i propozycje gier.

## Lokalne wersje
Czasopismo ukazuje się w 19 wersjach językowych na świecie (angielskiej w USA, Wielkiej Brytanii i RPA, afrikaans w RPA, arabskiej w Egipcie, bułgarskiej, chińskiej, chorwackiej, greckiej, hebrajskiej w Izraelu, hiszpańskiej w Ameryce Łacińskiej, indonezyjskiej, niderlandzkiej w Belgii i Holandii, niemieckiej, polskiej, rosyjskiej, rumuńskiej, serbskiej, słoweńskiej, tureckiej, węgierskiej). Występuje także pod tytułami „National Geographic World” (np. w Niemczech) i „National Geographic Junior” (np. w Belgii i Holandii).

## Polska wersja
Pierwotnie polska wersja "National Geographic Kids” ukazywała się od października 2008 do kwietnia 2009 i dostępna był wyłącznie w prenumeracie. Jej licencjobiorcą i wydawcą była spółka Gruner+Jahr Polska. Czasopismo ukazywało się jako trzecie na polskim rynku czasopismo spod marki National Geographic (po magazynach „National Geographic Polska” i „National Geographic Traveler”). Jego cechą charakterystyczną był towarzyszący każdemu artykułowi słowniczek angielsko-polski. 
Czasopismo powróciło na rynek polski w 2012 jako "National Geographic Odkrywca" i ukazywało się nakładem Wydawnictwa Nowa Era do grudnia 2020. Początkowo było dostępne wyłącznie w wersji elektronicznej, a następnie w prenumeracie i dedykowane było jako pomoc naukowa dla nauczycieli. Od października 2016, przekształcone do czytania przez dzieci w domu, weszło też do dystrybucji kioskowej. 
W sierpniu 2018 wydawnictwo Edipresse Polska zapowiedziało przywrócenie na rynek polski czasopisma "National Geographic Kids" od początku 2019, niezależnie od "National Geographic Odkrywca" publikowanego przez Wydawnictwo Nowa Era. Od września 2020 licencję na wydawanie polskiej wersji "National Geographic Kids" przejęło wydawnictwo Blue Ocean Entertainment, które publikuje je w formie dwumiesięcznika.